# Kečka (Babkov)
Kečka (nazývaná také Pyskatá Kačka) je pátý nejvyšší vrch Súľovských vrchů. Měří 822,4 m n. m.

## Poloha
Leží západně od obce Lietavská Svinná-Babkov, v jejím katastrálním území.